# Eulate
Eulate è un comune spagnolo di 364 abitanti situato nella comunità autonoma della Navarra.